# Kurtyna (fortyfikacja)

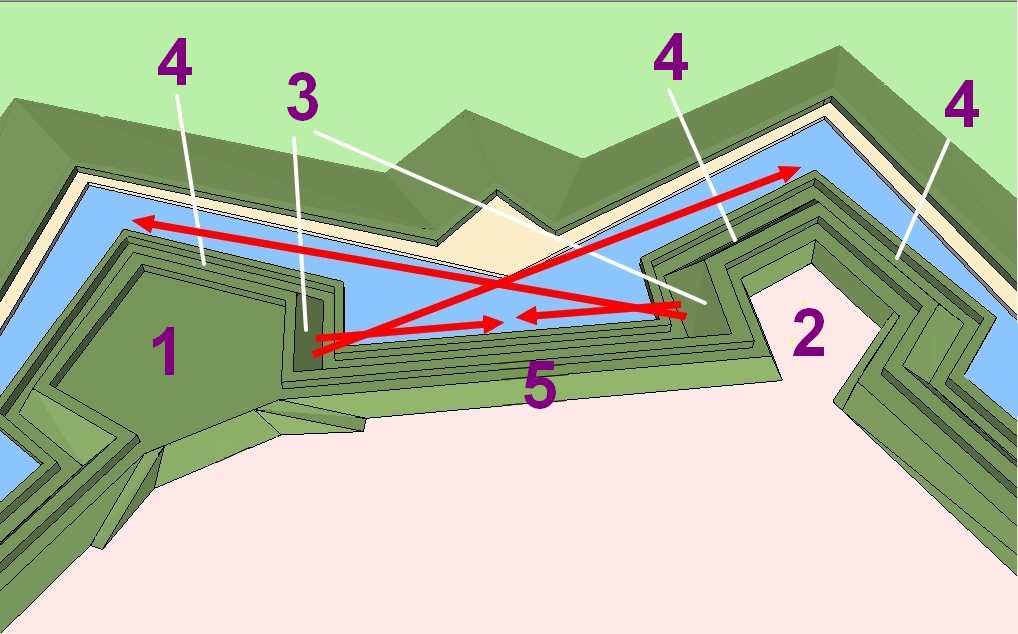
1, 2 - bastiony, 5 - kurtyna

Kurtyna – część fortyfikacji o narysie bastionowym. Jest to odcinek wału ziemnego o przekroju trapezowym, często umocnionego murem z cegły lub kamienia, cofnięty względem bastionów, łączy poszczególne bastiony ze sobą. Wewnątrz kurtyn mogły znajdować się podwalnie używane jako magazyny, mieszkania dla wojska lub stajnie, a przed nimi inne dzieła fortyfikacyjne, m.in. kleszcze i kaponiery.
Odcinek kurtyny był broniony przez bastiony, które łączył. Długość jednej kurtyny nie przekraczała podwójnej odległości rażenia ognia muszkietowego (około 300 m).